# «Ведмеже» і «Березове»
«Ведмеже» і «Березове» — ботанічний заказник місцевого значення в Черкаському районі Черкаської області.

## Опис
Заказник площею 1,5 га розташовано біля с. Курилівка.
Створення заказника було передбачено рішенням Черкаської обласної ради № 2/6 від 28.10.1994 «Про резервування для наступного заповідання цінних природних територій і об'єктів»
Як об'єкт природно-заповідного фонду створено рішенням Черкаської обласної ради від 08.04.2000 р. № 15-4. Землекористувач або землевласник, у віданні якого перебуває заповідний об'єкт — Бобрицька сільська громада (як правонаступник Курилівської сільської ради).
Під охороною місце зростання підсніжника звичайного (Galanthus nivalis).